# True Love (Coldplay)
True Love is een nummer van de Britse band Coldplay uit 2014. Het is de vierde single van hun zesde studioalbum Ghost Stories.
"True Love" is een rustige ballad met r&b-invloeden. Het nummer gaat over hartzeer en hoe de hoofdpersoon de pijn van het verlies van zijn geliefde niet aankan. Het nummer zou dan ook gaan over de breuk van Coldplay-zanger Chris Martin met Gwyneth Paltrow, wat een terugkerend thema op het album Ghost Stories is. Martin heeft gezegd dat "True Love" de favoriete track is van de band.
Het nummer haalde de hitlijsten in het Verenigd Koninkrijk, Frankrijk, Nederland en België, maar werd nergens een hit. In het Verenigd Koninkrijk flopte het met een 180e positie. In Nederland haalde het de 6e positie in de Tipparade, en in Vlaanderen de 3e positie in de Tipparade.